# Norinco
Tập đoàn trách nhiệm hữu hạn phương Bắc, tên tiếng Anh China North Industries Group Corporation Limited,, tên thường gọi Norinco Group, hay China Ordnance Industries Group Corporation Limited (tiếng Trung: 中国兵器工业集团有限公司), là một tập đoàn quốc doanh lĩnh vực quốc phòng của Trung Quốc chuyên sản xuất và thương mại các sản phẩm quân sự. Norinco Group là một trong những nhà thầu quân sự lớn nhất thế giới.
China North Industries Corporation-một công ty con của Norinco (tiếng Trung: 中国北方工业有限公司), or simply Norinco, có vai trò tiếp thị các sản phẩm quân sự của Norinco trên trường quốc tế, và đồng thời cũng tham gia vào thị trường xây dựng dân dụng và các chương trình quốc phòng.
Norinco đã từng bán vũ khí đổi lấy tài nguyên khoáng sản cho các nước như Pakistan, Zimbabwe và Cộng hòa Dân chủ Congo, cũng như tại Venezuela.